# V.I.P
"V.I.P" é um single da banda de rock japonesa SID, lançado em 21 de novembro de 2012 pela Ki/oon Records. É tema de abertura do anime Magi: The Labyrinth of Magic. A canção ficou em segundo lugar no 35° Anime Grand Prix na categoria de melhor canção de anime.
"V.I.P" entrou no álbum Outsider e nas compilações Sid 10th Anniversary Best e SID Anime Best 2008-2017. O grupo Morfonica fez um cover da canção, lançado no álbum Bang Dream! Girls Band Party! Cover Collection Vol. 6 em 2021.

## Promoção e lançamento
V.I.P foi anunciado como terceiro single de 2012 do SID em setembro, ao mesmo tempo que foi anunciado tema de abertura de Magi. A canção estreou na série em 7 de outubro.
Foi lançado em quatro edições: a regular, as limitadas A e B e mais uma edição limitada especial. A edição regular contava com apenas as três faixas em CD: "V.I.P", o lado B "Soumatou" e uma gravação ao vivo de "Sympathy". As edições limitadas A e B acompanhavam, além do CD, um DVD diferente para cada versão. Já a edição especial incluía a versão do anime de "V.I.P"  e sua versão instrumental. 

## Estilo musical e temas
O site CD Journal descreveu a canção como animada, vivída e dinâmica tendo uma melodia típica da banda.

## Desempenho comercial
"V.I.P" alcançou o quarto lugar na Oricon Albums Chart semanal e ficou na parada por onze semanas. Na parada de singles de J-rock e J-pop da Tower Records, ficou na 19ª posição. Já na Billboard, chegou ao sétimo lugar na Hot 100, no segundo na Hot Animation e terceiro na Top Singles Sales.
Em janeiro de 2014, foi certificado disco de ouro pela RIAJ por vender mais de 100 mil cópias digitais. É o sétimo single mais vendido da banda, de acordo com o ranking da Oricon.

## Faixas
Todas as letras escritas por Mao. 
| N.º            | Título                                   | Música         | Duração |  |
| 1.             | "V.I.P"                                  | Aki            | 3:14    |  |
| 2.             | "Soumatou" (走馬灯)                      | Shinji         | 4:00    |  |
| 3.             | "Sympathy" (Live from TOUR 2012 『M&W』) | Aki            | 4:43    |  |
| Duração total: | Duração total:                           | Duração total: | 10:58   |  |

## Ficha técnica
- Mao – vocal
- Shinji – guitarra
- Aki – baixo
- Yūya – bateria